# ラーチャテーウィー駅
ラーチャテーウィー駅（ラーチャテーウィーえき、タイ語: สถานีราชเทวี）は、タイ王国、バンコク都ラーチャテーウィー区にあるバンコク・スカイトレイン (BTS) の駅。
パヤータイ通り（北へ行くとパホンヨーティン通りに繋がる）の直上にある高架駅。駅番号は「N1」。

## 概要
相対式ホーム2面2線を有する高架駅である。

### 駅階層
| 3階                          |                                                                          |                        |
| 相対式ホーム                 |                                                                          |                        |
| 1番線・上り■スクムウィット線 | サイアム・アソーク・オンヌット・ベーリング方面                           |                        |
| 2番線・下り■スクムウィット線 | パヤータイ・アヌサーワリーチャイサモーラプーム・アーリー・モーチット方面 |                        |
| 相対式ホーム                 |                                                                          |                        |
| 2階                          | コンコース                                                               | 自動券売機、自動改札口 |
| 1階                          | 出入口                                                                   | パヤータイ通り         |

## 駅周辺
- ラーチャテーウィータワー
- アジア・ホテル